# Wallaceton
Wallaceton es un borough ubicado en el condado de Clearfield en el estado estadounidense de Pensilvania. En el año 2000 tenía una población de 350 habitantes y una densidad poblacional de 193 personas por km².

## Geografía
Wallaceton se encuentra ubicado en las coordenadas 41°57′36″N 78°27′20″O / 41.96000, -78.45556.

## Demografía
Según la Oficina del Censo en 2000 los ingresos medios por hogar en la localidad eran de $28,000 y los ingresos medios por familia eran $38,083. Los hombres tenían unos ingresos medios de $28,333 frente a los $16,875 para las mujeres. La renta per cápita para la localidad era de $11,571. Alrededor del 17.3% de la población estaba por debajo del umbral de pobreza.